# Eugene Jolas
Eugene Jolas (Union City, 26 ottobre 1894 – Parigi, 26 maggio 1952) è stato uno scrittore, critico letterario e traduttore statunitense, fu fondatore, insieme a sua moglie Maria McDonald della rivista letteraria Transition, con il quale sostenne la diffusione del modernismo.
Nato a Union City, New Jersey, i suoi genitori erano entrambi europei e rispettivamente suo padre era di origini francesi mentre sua madre era tedesca ed erano da poco emigrati negli Stati Uniti prima della sua nascita. Ad appena due anni di età la famiglia tornò in Europa, a Forbach, una piccola cittadina francofona nella regione della Lorena ma allora appartenente al territorio tedesco sin dal 1871. Per questo motivo, sin da piccolo Jolas fu abituato a parlare perfettamente sia la lingua inglese che quella lingua francese. Nel 1909 il giovane Jolas decise di tornare negli Stati Uniti e si trasferì a Pittsburgh dove iniziò a lavorare per il Volksblatt, un giornale bilingue tedesco-inglese. Successivamente intraprese una nuova collaborazione per il giornale locale Pittsburgh Post-Gazette, e nel 1917 fu arruolato nell'esercito statunitense e assegnato ai Medical Corps, dove, durante il servizio, continuò tuttavia a lavorare come editorialista per i giornali e le riviste militari. Dopo la fine della prima guerra mondiale collaborò sempre come giornalista per numerose testate quali il Morning News di Savannah, il Republican di Waterbury e il Daily News di New York. Dopo aver intrapreso due viaggi a Parigi nel 1923 e nel 1924, Jolas divenne corrispondente in Francia per il Chicago Tribune e quando il celebre scrittore Ford Madox Ford abbandonò la sua colonna di critica letteraria del giornale, Jolas ne prese il posto, dando vita ad una serie di editoriali dal titolo Rumbles Through Literary Paris con i quali assurse ad una certa notorietà. 
Ormai al centro del mondo della creazione letteraria, Jolas poté approfondire la sua passione per la scrittura e per la critica, fondando a partire dal 1927 una propria rivista dal titolo Transition, in collaborazione con sua moglie, Maria McDonald. La rivista divenne ben presto uno dei veicoli più importanti nel mondo editoriale e della critica letteraria per la diffusione del movimento modernista. Tra i principali collaboratori della rivista infatti si annoverano nomi come quelli di James Joyce, Gertrude Stein, Samuel Beckett, Hans Arp, André Breton, Carl Einstein e Gottfried Benn. In particolare Jolas fu molto attivo nell'incoraggiare la stesura del Finnegans Wake di Joyce quando era ancora in forma embrionale e suddiviso in una serie di racconti dal titolo Work in Progress. Lo stesso Jolas tramite la sua rivista pubblicò una serie di articoli, raggruppati successivamente nell'opera Our Exagmination Round His Factification for Incamination of Work in Progress, con i quali difese strenuamente Joyce ed i suoi racconti considerati estremamente incomprensibili.
Dalle pagine della sua rivista Jolas formulò il suo ideale letterario di rivoluzione della parola con la quale auspicava una rivoluzione linguistica che fosse capace di spezzare e interrompere la crescente divisione politica e culturale del mondo moderno, dovuta soprattutto dalla nascita delle grandi dittature del fascismo e del comunismo. Durante la seconda guerra mondiale prestò servizio nella sezione di guerra psicologica dell'esercito statunitense e in tale veste partecipò allo sbarco in Normandia presso Utah Beach. Dopo il conflitto fu incaricato dal governo statunitense di un progetto di de-nazificazione della stampa tedesca e per la formazione di una scuola di giornalismo. Dopo aver dato le dimissioni da questo incarico nel 1950 morì due anni dopo nel 1952. 
Sua figlia maggiore, Betsy Jolas, è una compositrice e musicista apprezzata a livello internazionale.

## Opere
- Ink (1924)
- Cinema (1926)
- Secession in Astropolis (1929)
- Hypnolog des Scheitelauges (1931)
- Epivocables of 3 (1932)
- The Language of Night (1932)
- Mots Deluge (1933)
- Testimony against Gertrude Stein (1935)
- Angels and Demons (1937)
- Vertical (1938)
- I Have Seen Monsters and Angels (1938)
- Planets and Angels (1940)
- Words from the Deluge (1941)
- Wanderpoem or Angelic mythamorphosis of the city of London (1946)
- Man from Babel (1952)